# 蒂魯文納默萊縣

蒂魯文納默萊縣是印度的一個縣，位於該國南部，由泰米爾納德邦負責管轄，面積6,191平方公里，每年平均降雨量5,646毫米，2011年人口3,468,965，男女比例为1000：994，人口密度每平方公里560人。